# Lunéville
Lunéville [ly.ne.vil] (deutsch veraltet auch Lünstadt) ist eine französische Gemeinde im Département Meurthe-et-Moselle in der Region Grand Est (bis 2015 Lothringen). Lunéville ist Sitz der Unterpräfektur des Arrondissements Lunéville und in die Wahlkreise Kanton Lunéville-1 und Kanton Lunéville-2 aufgeteilt.
Lunéville liegt an der Einmündung der Vezouze in die Meurthe, etwa 30 Kilometer entfernt von Nancy. Mit 17.920 Einwohnern (Stand 1. Januar 2022) ist Lunéville nach Nancy und Vandœuvre-lès-Nancy die drittgrößte Stadt im Département Meurthe-et-Moselle.

## Geschichte

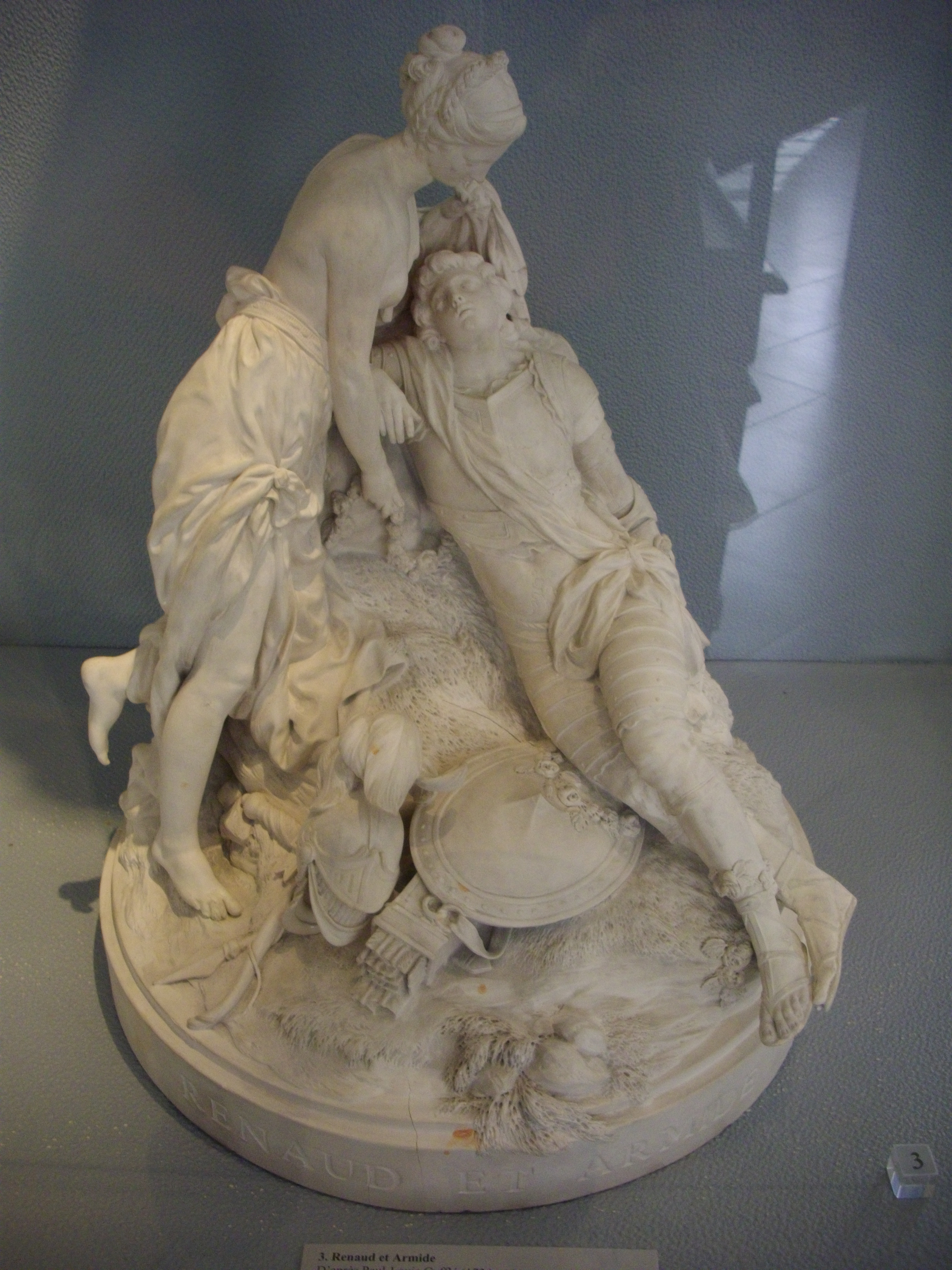
Renaud & Armide Figuren Lunéville Fayence im Lorrain Museum

Lunéville war einst eine kleine Grafschaft und gehörte ab dem 15. Jahrhundert zum Herzogtum Lothringen. Seinen Aufschwung verdankte es Leopold Joseph von Lothringen, der 1702 nach Lunéville zog, weil seine Hauptstadt Nancy von französischen Truppen besetzt wurde. Er ließ sich vom Architekten Germain Boffrand das Barockschloss errichten und die Stadt zu einer würdigen Residenz ausbauen. Eine Steingutfabrik wurde im Jahre 1730 hier gegründet, die bald als königlich anerkannt wurde. Sie stellt noch heute weltberühmte keramische Produkte her.
Danach regierte Stanislaus I. Leszczyński – der letzte Fürst von Lothringen – das Herzogtum bis zu seinem Lebensende (23. Februar 1766) auch von Lunéville aus. Lothringen fiel nach ihm vertragsgemäß an die französische Krone. Am 9. Februar 1801 unterzeichneten hier Joseph Bonaparte für die Französische Republik und Johann Ludwig Graf Cobenzl für Österreich den Vertrag von Lunéville. Dieser Friedensschluss markiert das Ende des Zweiten Koalitionskrieges und den Sieg Frankreichs. Inhaltlich bereitete dieser Friedensvertrag den Reichsdeputationshauptschluss (1803) vor.
1827 wurde Fürst Ludwig Aloys zu Hohenlohe-Waldenburg-Bartenstein zum Marschall und Pair von Frankreich ernannt. Für seine Verdienste erhielt er das Schloss Lunéville zeitlebens als Residenz. Er war Kommandeur des Regiments Hohenlohe, das 1831 in die französische Fremdenlegion einging. Ludwig Aloys starb in Lunéville am 31. Mai 1829.
Besonders zu Anfang des Ersten Weltkriegs war die Umgebung der Stadt stark umkämpft. Der Durchbruchsversuch der deutschen 6. Armee auf Épinal scheiterte Ende August 1914 an der auf starke Befestigungen gestützten französischen Verteidigung im Raum Nancy/Lunéville.

### Bevölkerungsentwicklung
| Jahr      | 1962   | 1968   | 1975   | 1982   | 1990   | 1999   | 2007   | 2019   |
| --------- | ------ | ------ | ------ | ------ | ------ | ------ | ------ | ------ |
| Einwohner | 21.618 | 23.177 | 22.709 | 21.468 | 20.711 | 20.188 | 20.078 | 17.867 |

## Sehenswürdigkeiten
Hauptattraktion der Stadt ist das im 18. Jahrhundert errichtete Schloss Lunéville. Es wurde ab 1702 vom Architekten Germain Boffrand geplant und diente Herzog Leopold Joseph als Residenz. Bei einem Feuer im Januar 2003 wurde es schwer beschädigt. Der Conseil Général de la Meurthe-et-Moselle in Nancy sammelt Spenden zur Wiederherstellung der durch den Brand zerstörten Teile des Schlosses.

## Städtepartnerschaften
- Schwetzingen (Deutschland)
- Hämeenkyrö (Finnland)

## Persönlichkeiten
- Anne Marguerite Gabrielle de Beauvau-Craon (1707–1792), lothringische Adlige
- Jean Girardet (1709–1778), Maler
- Jean Nicolas Jadot de Ville-Issey (1710–1761), lothringischer Architekt
- Marie Françoise Catherine de Beauvau-Craon (1711–1786), Mätresse am Hof von Lunéville
- Karl Alexander von Lothringen (1712–1780), Hochmeister des deutschen Ordens, Generalfeldmarschall und Gouverneur der Niederlande
- Niccolò Dôthel (1721–1810), Flötist und Komponist
- Nicolas de Pigage (1723–1796), französischer Baumeister
- Léopold-Charles de Choiseul-Stainville (1724–1774), Fürsterzbischof und Regent von Cambrai
- Nicolas Guibal (1725–1784), französischer Maler
- Joseph Johann von Ferraris (1726–1814), österreichischer Feldmarschall
- Gabrielle Beyer, geb. Bertrand (1737–1802), Malerin
- Jacques Marie Boutet (1745–1812), Schauspieler und Dramatiker
- Sebastian von Maillard (1746–1822), Planer und Bauleiter des Wiener Neustädter Kanals
- Louis Gerverot (1747–1829), französischer Unternehmer und Porzellanmaler
- Cécile Stanilas de Girardin (1762–1827), französischer Politiker
- Charles Rupied (1762–1824), letzter französischer Bürgermeister von Alt-Saarbrücken (1814–1815)
- Fürst Ludwig Aloys zu Hohenlohe-Waldenburg-Bartenstein (1765–1829), Marschall und Pair von Frankreich
- Charles Frédéric Kreubé (1777–1846), Violinist, Kapellmeister und Komponist
- Charles Gaillardot (1814–1883), Mediziner und Naturforscher
- Alexis L’Hotte (1825–1904), General und Reitmeister
- Henri Berr (1863–1954), Wissenschaftshistoriker und -philosoph
- Charles Guérin (1873–1907), Dichter
- François Walker (1888–1951), Turner
- Etienne Bach (1892–1986), protestantischer Pfarrer und Friedensarbeiter
- Georges Wambst (1902–1988), Radrennfahrer
- Auguste Wambst (1908–1987), Radrennfahrer
- Jean-Marie Bastien-Thiry (1927–1963), französischer Oberstleutnant und Attentäter
- Gilbert Bauvin (* 1927), Radrennfahrer
- Jacques Réda (1929–2024), Schriftsteller, Dichter und Jazzautor
- Claude Ponti (* 1948), französischer Kinderbuch-Illustrator und Schriftsteller